# 广州科技贸易职业学院
广州科技贸易职业学院，简称广州科贸职院，位于广东省广州市，是经广东省人民政府批准、国家教育部备案的广州市属普通高校，学校代码:14065。